# Franz Staab
Franz Staab (* 21. November 1942 in Budenheim; † 26. April 2004 in Stadecken-Elsheim) war ein deutscher Historiker.
Studium und Promotion absolvierte Staab an der Universität Mainz, an der er als wissenschaftlicher Mitarbeiter und Hochschulassistent von 1971 bis 1985 tätig war. Die Dissertation (bei Alfons Becker) erschien 1972 unter dem Titel Untersuchungen zur Gesellschaft am Mittelrhein in der Karolingerzeit. Die Habilitationsschrift von 1984 (Das Erzstift Mainz im 10. und 11. Jahrhundert) wurde 2008 von der Vereinigung der Heimatfreunde am Mittelrhein herausgegeben. Nach einer Professur in Mainz von 1985 bis 1987 wurde er 1987 Professor an der Erziehungswissenschaftlichen Hochschule in Landau (seit 1990 Universität Koblenz-Landau).
Staab war seit 1998 Präsident der Pfälzischen Gesellschaft zur Förderung der Wissenschaften und seit 1997 stellvertretender Vorsitzender des Historischen Vereins der Pfalz. Von 2001 bis zu seinem Tod amtierte er auch als Präsident der Gesellschaft für mittelrheinische Kirchengeschichte; außerdem war er Autor in der Neuen Deutschen Biographie (NDB).
Das besondere Interesse des Mediävisten galt der früh- und hochmittelalterlichen Geschichte des heutigen Bundeslandes Rheinland-Pfalz. In akribischen Aufsätzen gelang es ihm nicht selten, die schmale Quellengrundlage durch Funde in frühneuzeitlichen Handschriften zu erweitern. Zuletzt arbeitete Staab an einer Biographie von Hildegard von Bingen.
Staab wurde auf dem Mainzer Hauptfriedhof beerdigt. Aus dem Nachlass von Franz Staab übernahm die Stadtbibliothek Mainz ca. 1500 Bücher.

## Schriften
- Untersuchungen zur Gesellschaft am Mittelrhein in der Karolingerzeit (= Geschichtliche Landeskunde. Band 11). Franz Steiner, Wiesbaden 1975, ISBN 3-515-01910-3.
- Das Erzstift Mainz im 10. und 11. Jahrhundert. Vereinigung der Heimatfreunde am Mittelrhein, Bingen 2008.
- Hildegard von Bingen. Fragmente einer Biographie der Heiligen. Aus dem Nachlass von Franz Staab. Die „Heiligsprechung“ Hildegards von Bingen von Georg May. Mit Anhängen von Teresa Tromberend und Werner Lauter. Vereinigung der Heimatfreunde am Mittelrhein, Bingen 2012.